# آگوست ویلسون
آگوست ویلسون (انگلیسی: August Wilson؛ ۲۷ آوریل ۱۹۴۵ – ۲ اکتبر ۲۰۰۵) نمایشنامه‌نویس آمریکایی بود. میراث منثور او مجموعه‌ای از ۱۰ نمایشنامه با نام دوره پیتزبورگ می‌باشد که به خاطر دو نمایشنامه از این سری ۱۰ تایی جایزه پولیتزر را به دست آورده است که هر کدام از این جوایز در دهه متفاوتی کسب شده است.

## زندگی
آگوست ویلسون در ۲۷ آوریل ۱۹۴۵ در پیتزبرگِ، پنسیلوانیا در خانواده‌ای نه نفره به دنیا آمد و فدریک آگوست کیتل جونیور نام‌گذاری شد. پدرش فدریک آگوست کیتل سینیور یک نانوای آلمانی‌تبار مهاجر و مادرش دیزی ویلسون خدمت‌کاری سیاه‌پوست بود.
در سال ۱۹۵۹ او تنها دانش‌آموز سیاه‌پوست دبیرستان کاتولیک مرکزی بود؛ اگرچه پس از مدت کوتاهی به دلیل تهدیدها و مزاحمت‌هایی که متوجه او بود، از مدرسه رانده‌شد. سپس در کلاس دهم راهی دبیرستان کانلی شد اما برنامهٔ درسی آن‌جا را درخور خود نمی‌دید. سرانجام در کلاس دهم به دلیل ادعای یکی از دبیران دبیرستان گِلَدستون، که مقالهٔ ویلسون در مورد ناپلئون را دزدی ادبی می‌دانست، از دبیرستان اخراج شد و در شانزده سالگی به مشاغل پست روی‌آورد.
ویلسون اکثر اوقاتش را در کتاب‌خانهٔ کارنگی به آموختن می‌پرداخت. آن‌چنان‌که مسئولان کارنگی مدرکی را به همین دلیل به او اعطا کردند که در نوع خود بی‌نظیر است. ویلسون که از چهارسالگی خواندن آموخته‌بود، از دوازده‌سالگی مشغول به خواندن آثار نویسندگان سیاه‌پوست کرد. در همان کتاب‌خانه او با آثار رالف الیسون، ریچارد رایت، لنگستن هیوز و آرنا بونتمپس آشنا شد.
ویلسون علاقهٔ خود به نویسندگی را کشف کرده‌بود ولی مادرش اصرار داشت او وکیل شود. همین اختلاف نظر سرانجام باعث شد دیزی ویلسون پسرش را از خانه بیرون کند. ویلسون اجباراً به ارتش پیوست ولی پس از سه سال از ارتش خارج شد و به انواع مشاغل نامناسب از باربری تا باغبانی مشغول شد.
سال ۱۹۶۵ بود که ویلسون با موسیقی بلوز آشنا شد. آثار ملکوم اکس را شنید و تحت تاثیرش قرار گرفت. به شدت به الایجا محمد و اعتقاداتش به خودکفایی، خودمختاری و دفاع از خویش‌تن علاقه نشان می‌داد. در سال ۱۹۶۹ برای ازدواج با دختری مسلمان، اسلام آورد.
با همراهی دوستش راب پِنی در سال ۱۹۶۸ تئاتر افق سیاه را پایه گذاشت. اولین نمایشش، بازیافت در سالن‌های نمایش کوچک و خانه‌های سازمانی و مراکز عمومی روی صحنه رفت. در میان اولین کارهای ویلسون می‌توان از مفت نام برد. نمایشی که دو دهه برای اجرا در دور ده‌گانهٔ نمایش‌های پیتزبرگِ قرن بیستم بازنگری شد.
در سال ۱۹۷۶، وِرنِل لیلی مؤسس تئاتر نمایش‌های کوتاه (رپرتوار) کنتو در دانشگاه پیتزبرگ، نمایش‌نامهٔ بازگشت به خانه اثر ویلسون را کارگردانی کرد. در همان سال ویلسون موفق شد اجرای سیزو بنزی مرده است را که اولین نمایش‌نامهٔ حرفه‌ایش محسوب می‌شد، ببیند. ویلسون و پِنی به همراه شاعری به نام مایشا بیتن کارگاه نویسندگی گروه کنتو را راه انداختند تا با گرد هم آوردن نویسندگان سیاه‌پوست به آن‌ها در نشر و تولید آثارشان یاری کنند. هر دو مؤسسهٔ کنتو و افق سیاه امروزه فعال‌اند.
در سال ۱۹۷۸ ویلسون به سنت پال، مینه‌سوتا مهاجرت کرد. در این مدت به کار در موزه علوم مینه‌سوتا مشغول بود. در ۱۹۸۰ فلوشیپِ مرکز نمایش‌نامه‌نویسانِ مینه‌سوتا را دریافت کرد. سال ۱۹۸۱ کار در موزه را رها کرد، اما تا سه سال به نوشتن نمایش‌نامه ادامه داد. نمایش‌نامهٔ خیابان فلرستن را در سال ۱۹۸۰ نوشت؛ اما این نمایش‌نامه هیچگاه ساخته نشد. نمایش ما رِینی در سال ۱۹۸۴ در دانشگاه ییل اجرا شد و پس از آن راهی برادوی گردید. این نمایش جایزهٔ بهترین نمایشِ حلقه منتقدین تئاتر نویورک را برای او به همراه داشت. در سال ۱۹۸۶ او رفت‌وآمدِ جو ترنر را در ییل اجرا کرد.
در سال ۱۹۸۷ نمایش پرچین‌ها در برادوی روی صحنه رفت و برای ویلسون بار دیگر جایزهٔ حلقه منتقدین نویورک را به ارمغان آورد. علاوه بر این ویلسون با این نمایش جایزهٔ تونی و اولین جایزهٔ پولیتزر خود را به دست آورد. در همان سال و به پاس این موفقیت‌ها شهردار سنت پُل روز ۲۷ مِی را روز آگوست ویلسون نامید.
ویلسون در سال ۱۹۸۹ نمایش مشقِ پیانو را در دانشگاه ییل و برادوی روی صحنه برد تا دومین جایزهٔ پولیتزر خود را هم برای این نمایش‌نامه به دست آورد.
در سال ۱۹۹۰ ویلسون سنت پال را به مقصد سیاتل، واشینگتن ترک کرد تا در آن‌جا به هم‌کاری با تئاتر رپرتوار سیاتل بپردازد. تئاتر رپرتوار سیاتل تنها موسسه‌ای است که حق اجرای هر ده اجرای دور نمایش ویلسون و اجرای یک‌نفره‌اش (من چگونه آنچه آموخته‌ام را آموختم) را دارد.
مجموعهٔ نمایش‌نامه‌های ویلسون در سال ۱۹۹۱ در انتشارات دانشگاه پیتزبرگ چاپ شد.
ویلسون در مدت حیاتش مدارک دانشگاهی افتخاری بسیاری از جمله دکترای افتخاری علوم انسانی دانشگاه پیتزبرگ، دریافت کرد.

### درگذشت
در ژوئن ۲۰۰۵ ویلسون مبتلا به سرطان کبد پیش‌رفته تشخیص داده‌شد. ویلسون سرانجام در حالی که در مرکز درمانی سویدیش سیاتل بستری بود، در ۲ اکتبر ۲۰۰۵ درگذشت. پیکر او در روز ۸ اکتر در گورستان گرین‌وود پیتزبرگ دفن شد.